# Poduzeće
Poduzeće je samostalna gospodarska, tehnička i društvena cjelina koja proizvodi dobra ili usluge za potrebe tržišta, koristeći se odgovarajućim resursima i snoseći poslovni rizik, radi ostvarivanja dobiti i drugih ekonomskih i društvenih ciljeva.
Osniva se radi sticanja dobiti. Ciljna funkcija poduzeća je dobit. Poduzećima koja obavljaju djelatnost od općeg interesa, svojstveno je da, pored ove ciljne funkcije, mogu imati i sekundarnu ciljnu funkciju. Ona se sastoji u zadovoljavanju potreba korisnika usluga iz obavljanja ove djelatnosti. Nije isključeno da se poduzeća osnivaju radi uštede rashoda svojim osnivačima, bez obzira na to što privredno zakonodavstvo to izričito ne predviđa. U pitanju su: istraživanja tržišta, istraživanja nalazišta određenih rudarskih sirovina, obavljanje određenih zajedničkih funkcija i slično.
Poduzeća organiziraju proizvodnju, nude na tržištima određene količine roba (gotovih proizvoda), nastojeći djelovati profitabilno. Poduzeća se ponekad uzdržavaju i zbog smanjivanja troškova ili cijena. 

### Cilj poduzeća
U stvarnom svijetu (nesavršenoj konkurenciji) je cilj poslovanja poduzeća maksimizacija bogatstva njegovih vlasnika (povećanje vrijednosti dionica na tržištu kapitala).